# Venus Williams
Venus Ebony Starr Williams (Lynwood, Kalifornia, 1980. június 17. –) négyszeres olimpiai bajnok korábbi világelső, egyéniben, párosban és vegyes párosban összesen huszonháromszoros Grand Slam-tornagyőztes amerikai hivatásos teniszezőnő.
Hétszer nyert egyéniben Grand-Slam tornát (Wimbledon – 2000, 2001, 2005, 2007, 2008; US Open – 2000, 2001). Egyike azon kevés teniszezőnek, akiknek párosban sikerült teljesíteniük az ún. „Non-Calendar Year” karrier Grand Slamet, azaz mind a négy nagy tornán diadalmaskodni (a Grand Slam az egy naptári évben elért négy győzelmet jelenti). Húgával, Serenával tizennégy Grand Slam-győzelmet arattak együtt, valamint a 2000-es sydney-i olimpián, a 2008-as pekingi olimpián és a 2012-es londoni olimpián is diadalmaskodtak női párosban. A 2016. évi riói olimpián vegyes párosban ezüstérmet szerzett.
A 2000-es sydney-i olimpián a páros mellett egyéniben is aranyérmet szerzett, ezzel Helen Wills Moody 1924-ben elért kettős győzelme után ő lett a második olyan teniszező, aki egy olimpián mind az egyéni, mind a páros versenyt megnyerte. Vegyes párosban is kétszeres Grand Slam-győztesnek vallhatja magát: 1998-ban az amerikai Justin Gimelstob partnereként nyert az Australian Openen és a Roland Garroson.
A jelenleg aktív játékosok között Serenát követve Venus rendelkezik a második legtöbb egyéni tornagyőzelemmel, negyvenkilenccel. Venus és húga, Serena az egyedüli játékos a jelenlegi mezőnyben, akiknek sikerült mind a négy Grand Slam-torna döntőjébe bejutni egyéniben.

## Gyermekkora
1980. június 17-én született a Kalifornia állambeli Lynwoodban. Apja Richard Williams, anyja Oracene Price. Price öt gyermeke közül Venus a második legfiatalabb. Féltestvérei Yetunde (1972–2003), Lyndrea és Isha Price. Édestestvére Serena Williams. Amikor Venus 10 éves volt, a család a Kalifornia állambeli Comptonból átköltözött Floridába, ahol ő és Serena a Rick Macci által vezetett teniszakadémiára járt. Ő fedezte fel a Williams nővérek különleges tehetségét.

## Játékstílusa
Williams erőteljes alapvonal-játékos. Tenyerese igen erős, technikája pedig hasonló, mint húgáé, Serenáé. A fonákja – némileg szokatlan ütőfogása miatt – egy kicsit eltérő a legtöbb kétkezes fonákot használó teniszezőéhez képest, de az is ugyanolyan erős. Kicsit olyan, mintha bal kézzel ütne egy tenyerest. A hálónál Williams nagyon otthonosan mozog. Nagyon jól röptézik, ügyes és mozgékony a hálónál. Játékának egyik legnagyobb erőssége a szervája, lényege az agresszív szerva és fogadás, erőteljes alapvonal-ütések és a védekezésből támadásra való törekvés, bár a második adogatása viszonylag gyenge. Legerősebb szervája 129 mph (207,6 km/h) volt, amelyet a 2007-es US Openen ütött.

## Profi karrierje

### 1994–96: Bemutatkozó évei
Williams 14 évesen indult el első WTA-versenyén 1994 októberében, szabadkártyásként. Az első fordulót sikerrel vette az oaklandi versenyen, viszont a második fordulóban három szettben kikapott az akkori világranglistán második helyen álló, első kiemelt spanyol Arantxa Sánchez Vicariótól. 1994-ben több versenyen nem indult Williams.
1995-ben három tornán vett részt, mindhármon a szervezők által adott szabadkártya segítségével. Los Angelesben és Torontóban is az első fordulóban búcsúzott. Október végén az oaklandi versenyen a negyeddöntőig jutott, s előtte legyőzte a világranglista 18. helyén álló amerikai Amy Fraziert is.
1996-ban öt tornán indult. Egyszer jutott tovább az első fordulónál, Los Angelesben, ahol 6–4, 6–4 arányban kikapott a világelső, német Steffi Graftól a negyeddöntőig.

### 1997–99: Az első sikerek

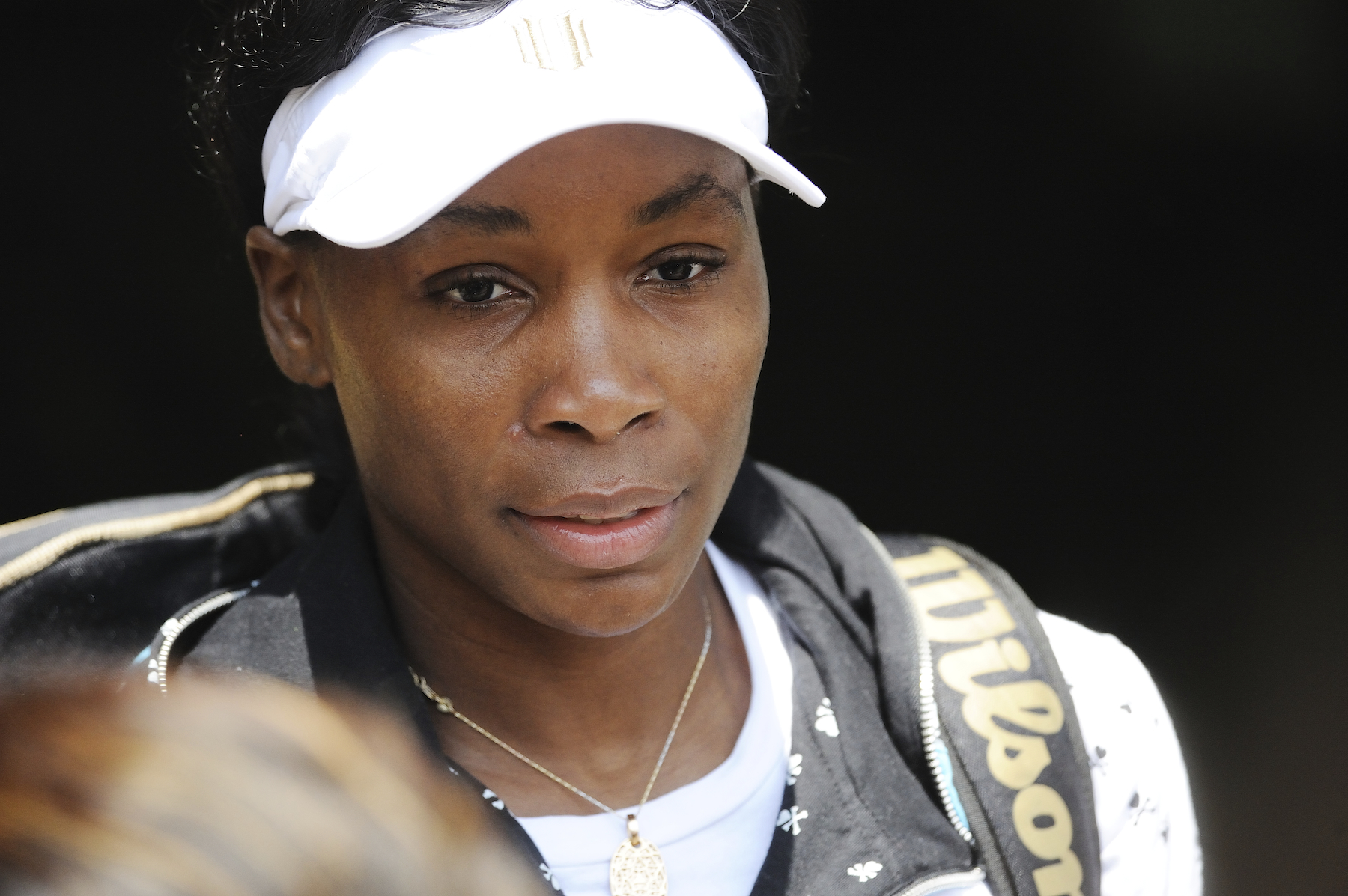

1997 volt Williams számára az első teljes szezon a felnőttek között. Ebben az évben 14 tornán is elindult. Az évet az Indian Wells-i tornán kezdte márciusban, ahol a kvalifikációból felkerülve a főtáblán a negyeddöntőig menetelt, ott viszont az amerikai Lindsay Davenport volt az ellenfele, aki ellen ekkor még nem tudott győzni. Miamiban újabb nehéz sorsolás várt rá. A harmadik körben kikapott a világelső, svájci Martina Hingistől. 1997. április 14-én került be először a top 100-ba karrierje során. Májusban elindult élete első Grand Slam-versenyén Párizsban, a Roland Garroson, ahol a második fordulóig jutott. Wimbledonban az első fordulóban búcsúzott, majd az év vége felé jött a nagy áttörés Williams számára. A US Openen 17 évesen jelentős sikert ért el. A harmadik fordulóban 6–3, 6–4 arányban legyőzte a nyolcadik kiemelt német Anke Hubert, az elődöntőben pedig óriási csatában, két mérkőzéslabdát hárítva kiejtette a tizenegyedik kiemelt román Irina Spirleát 7–6(5), 4–6, 7–6(7) arányban. A döntőben két játszmában kikapott a világelső Martina Hingistől. Ezzel Williams lett az első női teniszező 1978 óta, aki első US Openén a döntőbe jutott, és egyben az open era kezdete, vagyis 1968 óta ő volt az első nem kiemelt döntős a US Openen. Szeptemberben bejutott a legjobb 50 közé. Az évet huszonkettedikként zárta.
1998-ban az évet Sydney-ben kezdte, ahol a döntőben kapott ki a spanyol Arantxa Sánchez-Vicariótól. E tornát követően már a legjobb húszban volt a ranglistán. Élete első Australian Openén a második fordulóban először játszott tétmérkőzést húga, Serena ellen, akit két szettben sikerült legyőznie. Végül a negyeddöntőben kapott ki a szintén amerikai Lindsay Davenporttól. 1998 februárjában megnyerte élete első WTA-tornáját Oklahomában, ahol az elődöntőben – karrierje során először – legyőzte Lindsay Davenportot is. Indian Wells-ben az elődöntőben kikapott a továbbra is világelső Martina Hingistől, majd a következő versenyén, Miamiban már nem talált legyőzőre. Az elődöntőben először bizonyult jobbnak Martina Hingisnél, a döntőben pedig az orosz Anna Kurnyikovát győzte le. 1998. március 30-án már a legjobb 10-ben volt a világranglistán. A Roland Garros előtt csak egy salakos tornán indult, Rómában, ahol a döntőben kapott ki Hingistől. Következő versenyén, a Roland Garroson is Hingistől kapott ki a negyeddöntőben. Wimbledonban is a negyeddöntőben búcsúzott, ott a cseh Jana Novotná állította meg.
Az amerikai kemény pályás sorozatban komolyabb eredményt nem ért el. A stanfordi döntője mellett a US Openen az elődöntőben búcsúzott. Mindkétszer Davenport állította meg, akitől az év végén Zürichben is vereséget szenvedett a döntőben. Vegyes párosban viszont az amerikai Justin Gimelstob oldalán megnyerte az Australian Opent és a Roland Garrost is. Serena oldalán két páros versenyt is nyertek az évben, Oklahomában és Zürichben. Venus az évet ötödikként fejezte be.
Williams az 1999-es évet Ausztráliában kezdte. Sydney-ben és az Australian Openen is a negyeddöntőben szenvedett vereséget, utóbbin ismét Davenporttól. Hannoverben az első kiemelt Jana Novotnától kapott ki a döntőben, majd február végén megnyerte az oklahomai versenyt. Márciusban, Miamiban a döntőben legyőzte testvérét, Serenát a döntőben.
Az európai salakszezonban jelentős eredményeket ért el. Megnyerte a hamburgi és római viadalt is, a Roland Garroson viszont meglepetésre már a negyedik körben vereséget szenvedett egy Top 100-on kívüli játékostól. Párosban Serenával megnyerték a Roland Garrost, ez volt karrierjük első páros Grand Slam-győzelme. Wimbledonban a negyeddöntőig jutott, ott a német Steffi Graftól kapott ki három szettben. Az év második felében Stanfordban és San Diegóban is a döntőben kapott ki, New Havenben viszont győzni tudott. A US Openen az elődöntőben kapott ki Hingistől. Párosban viszont megnyerték a tornát húgával, Serenával. Év végén még egy tornagyőzelemmel büszkélkedhetett, mivel Zürichben legyőzte a világelső Hingist a döntőben. Az évet harmadikként zárta. Hatvanegy győzelme mellett csak tizenhárom vereséget szenvedett 1999-ben.

### 2000–02: A Williams nővérek dominanciája

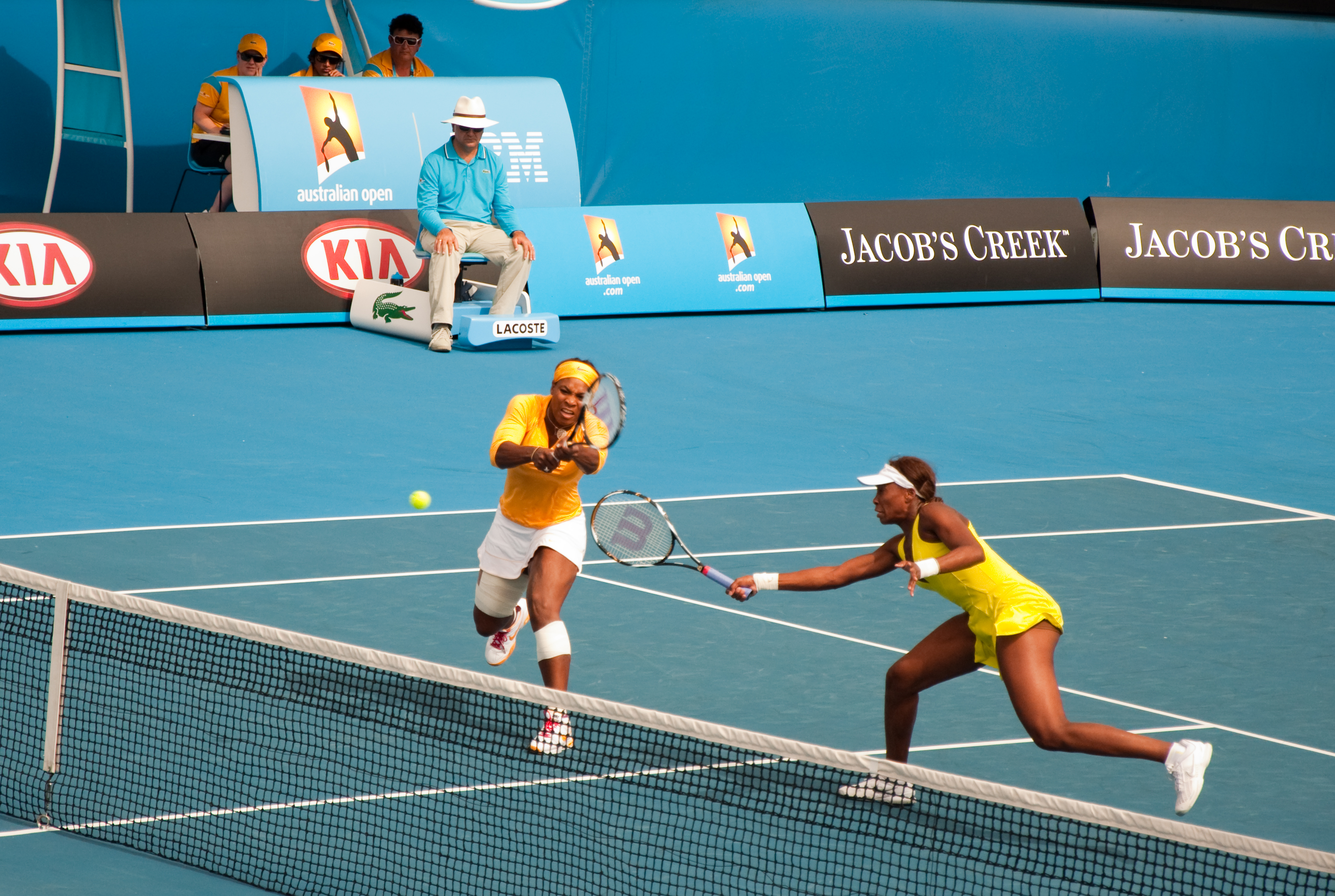
A Williams nővérek dominanciája párosban (2010, Australian Open)

Williams a 2000-es év első négy hónapját kihagyta csuklósérülése miatt. Visszatérése után májusban nem szerepelt jól, a Roland Garros negyeddöntőjében kikapott a spanyol Arantxa Sánchez-Vicariótól három szettben. Ezután viszont megállíthatatlannak bizonyult. Az év hátralévő részében 36 mérkőzéséből 35-öt megnyert, egymást követő hat tornán szerezte meg a végső győzelmet, beleértve mindkét hátralévő Grand Slam-tornát és az olimpiát.
Wimbledonban megnyerte élete első egyéni Grand Slam-trófeáját, és párosban is győzött Serena oldalán. Egyéniben legyőzte a világelső Hingist, húgát, Serenát, majd a döntőben Davenportot is. Nem talált legyőzőre Stanfordban, San Diegóban és New Havenben sem. A US Openen folytatta remek sorozatát. Az elődöntőben legyőzte Hingist, a döntőben pedig Davenportot. A sydney-i olimpián a döntőben az orosz Jelena Gyementyjevát múlta felül, ezen kívül párosban is győztek Serenával. A győzelmi sorozata utolsó versenyén, Linzben ért véget, ahol a döntőben Davenporttól szenvedett vereséget. Ezt követően vérszegénysége miatt nem indult több tornán a szezonban.
2001-ben élete során először jutott be az Australian Open elődöntőjébe, ott viszont kikapott a világelső Hingistől. Párosban győzelemmel hagyták el Ausztráliát húgával, ezzel teljesítették a Career Grand Slamet, azaz mind a négy Grand Slam-tornán győzedelmeskedtek legalább egyszer. Indian Wells-ben az elődöntő előtt visszalépett a mérkőzéstől térdsérülés miatt, így ellenfele, Serena jutott a döntőbe. A közönség emiatt nemtetszését fejezte ki a döntő és a hivatalos díjátadó alatt, kifütyülték húgát, Serenát. Az eset miatt a Williams nővérek 2001 után 14 éven át nem indultak ezen a tornán, bojkottjukat csak 2016-ban szüntették meg.
Március végén Williams megnyerte a miami viadalt. Az elődöntőben Hingist, a döntőben az amerikai Capriatit győzte le, miután utóbbi ellen nyolc mérkőzéslabdát hárított. Április végén Hamburgban győzött, viszont az európai salakszezon második felében hullámvölgybe került, mivel már az első fordulóban búcsúzott a Roland Garroson. Sikerült azonban a címvédés Wimbledonban, a döntőben a belga Justine Henint győzte le 6–1, 3–6, 6–0 arányban. Williams az amerikai kemény pályás sorozatban ismét nagyon eredményes volt. Megnyerte a san diegói és new haveni versenyt, majd a US Openen is győzedelmeskedett. A döntőben testvérét, Serenát győzte le. A US Open döntője volt az első Grand Slam-finálé 1884 óta, ahol két testvér játszott egymás ellen.
2002-ben Williams tornagyőzelemmel kezdte az évet, Gold Coaston. Az Australian Open negyeddöntőjében a nyolcadik kiemelt Szeles Mónikától szenvedett vereséget három szettben. Következő két versenyén, Párizsban és Antwerpenben viszont győzni tudott, s ezzel február 25-én karrierje során először átvette a vezetést a női világranglistán, bár csak három hétig örülhetett ennek sikernek ekkor. Miamiban nem sikerült megvédenie címét, mivel az elődöntőben testvére, Serena legyőzte.
Williams jól kezdte a salakszezont, első salakos tornáját az évben megnyerte Amelia Islanden. A döntőben Justine Henint győzte le óriási csatában 2–6, 7–5, 7–6(5) arányban. A Roland Garroson másodikként volt kiemelve, a döntőben Serena volt ellenfele, aki ellen nem sikerült győznie. Serena 7–5, 6–3 arányban nyerte meg a tornát. A két Williams Wimbledonban is a döntőig jutott egyéniben, ahol két szoros szettben ezúttal is Serena bizonyult jobbnak. Párosban a Williams nővérek megnyerték ötödik Grand Slam-trófeájukat. Venus a US Open előtt három tornát is nyert, a US Open fináléjában viszont ismét alulmaradt Serenával szemben. Williams másodikként zárta az évet hét egyéni tornagyőzelemmel.

### 2003–06: Sérülések és vereségek

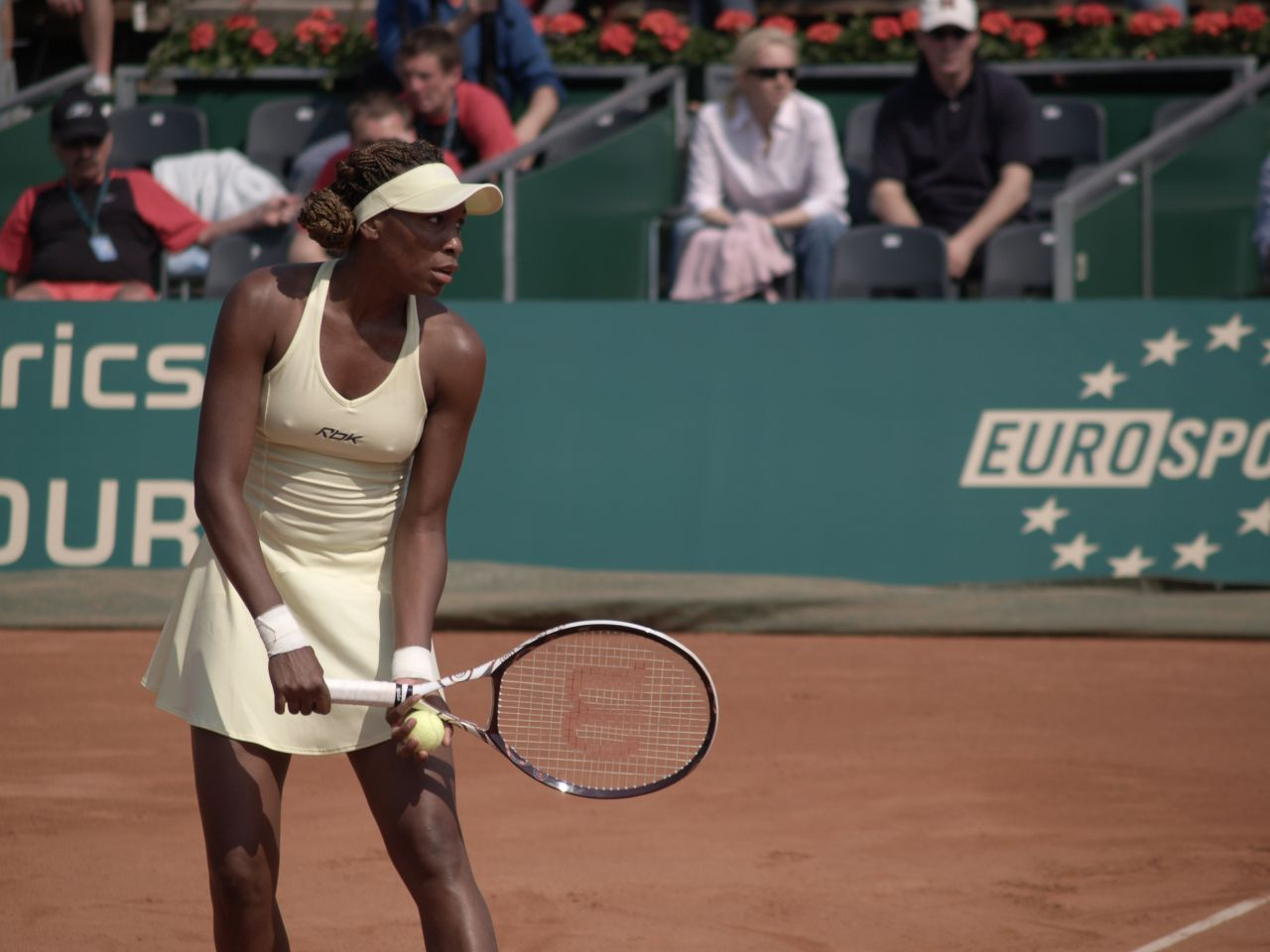
Venus szervára kész (2006, Varsó)

Williams a 2003-as évet az Australian Openen kezdte. A döntőbe vezető úton legyőzte a belga Henint, viszont a fináléban ismét Serena volt az ellenfele, aki ezt a döntőt is megnyerte 7–6(4), 3–6, 6–4 arányban. Először fordult elő az open erában, hogy két azonos teniszező (ebben az esetben Venus és Serena) játssza a döntőt egymást követő négy Grand Slam-tornán. Párosban újabb Grand Slam-győzelmet szereztek, mivel három szettben megnyerték a döntőt. Februárban, Antwerpenben a döntőben legyőzte a hazai közönség előtt játszó Kim Clijsterst 6–2, 6–4 arányban.
A salakszezonban csak két tornán indult el. Varsóban a döntő harmadik szettjében kényszerült feladni a francia Amélie Mauresmo elleni mérkőzését. A Roland Garroson a negyedik körben szenvedett vereséget az orosz Vera Zvonarjovától. Wimbledonban negyedik kiemelt volt, ahol a döntőben ismét Serena volt az ellenfele, s az eredmény is a korábbiakhoz hasonlóan alakult. Serena három szettben megnyerte a wimbledoni viadalt. Venus számára ez volt az utolsó verseny ebben az évben. Hasfalsérüléséből épült fel éppen, amikor 2003. szeptember 14-én megölték féltestvérét, Yetunde Price-t. Emiatt év végére kiesett a Top 10-ből, s a szezont a tizenegyedik helyen zárta.
A 2004-es év elején nem sok babér termett Venus számára. Első négy versenyéből (beleértve az Australian Opent is) csak Miamiban jutott el a negyeddöntőig, ahol az orosz Jelena Gyementyjevától szenvedett vereséget. A salakszezonban kezdett újra formába lendülni. Charlestonban és Varsóban is tornát nyert, viszont a Roland Garroson az orosz Anasztaszija Miszkinától kikapott a negyeddöntőben. Wimbledonban nagyon korán, már a 2. fordulóban búcsúzott a versenytől. Az amerikai kemény pályás versenyek közül Stanfordban csak a döntőben kapott ki, Los Angelesben pedig az elődöntőben csuklósérülés miatt feladta a mérkőzését Davenport ellen. A 2004-es athéni olimpián egyéniben már a 3. fordulóban kiesett. A US Openen már a negyedik fordulóban kikapott, a többi tornán, ahol elindult maximum a negyeddöntőig jutott ebben az évben. Ezt az évet kilencedikként zárta.
Williams a 2005-ös évet egy negyedik fordulós vereséggel kezdte az Australian Openen. Ellenfele az ausztrál Alicia Molik volt, aki 7–5, 7–6(3)-ra győzte le Venust. Februárban, Antwerpenben bejutott a döntőbe, ahol kikapott a francia Mauresmotól. Márciusban és áprilisban a legjobb eredménye a miami elődöntő volt, ahol az oroszok kiválósága, Marija Sarapova győzte le 6–4, 6–3-ra. Európában a salakszezont Isztambulban kezdte, ahol sikerült is győznie. A Roland Garroson meglepetésre már a harmadik fordulóban kiesett. Wimbledonban Venusnak sikerült újra Grand Slam-tornát nyernie. A döntőben hatalmas csatában, 2 óra 45 perc alatt, mérkőzéslabdát hárítva győzte le honfitársát, Davenportot 4–6, 7–6(4), 9–7 arányban. Wimbledon után még három tornán indult. Stanfordban a döntőben kapott ki Kim Clijsterstől, s a US Open negyeddöntőjében is ő búcsúztatta el a tornától. Szeptemberben, Pekingben az első fordulós győzelme után visszalépett a tornától, s betegség miatt nem is versenyzett többször a szezonban. Az év végén a tizedik helyet foglalta el a ranglistán.
2006-ban az Australian Openen már az első fordulóban vereséget szenvedett. Könyök- és csuklósérülés miatt a következő három hónapban nem lépett pályára. Május elején, az európai salakszezonba tért vissza. Varsóban a negyeddöntőig jutott, Rómában az elődöntőben kapott ki Hingistől, a Roland Garroson pedig a negyeddöntőben győzte le a cseh Nicole Vaidišová. Sikertelensége Wimbledonban is folytatódott, ahol a 3. körben a szerb Jelena Janković állította meg. Újabb csuklósérülése miatt megint hónapokat kihagyott ezután, nem játszott a US Openen sem. Szeptemberben tért vissza Luxembourgban, ahol a második fordulóig jutott. A csuklója újrasérült, így ez volt az utolsó tornája 2006-ban. Az évet csupán negyvennyolcadik helyen zárta.

### 2007–09: Ismét jó formában
A 2007-es év elején is emiatt lépett vissza az Australian Opentől. Februárban Memphisben tornagyőzelemmel tért vissza, amely a 2005-ös wimbledoni győzelme utáni első tornagyőzelme volt. Wimbledonig a legjobb eredménye egy charlestoni elődöntő volt (a Roland Garroson a harmadik fordulóban kapott ki), viszont a sikertelen salakszezon után Wimbledonban újra a régi Venus Williams volt a pályán. Egészen a döntőig jutott, ahol a francia Marion Bartolit győzte le két szettben, 6–4, 6–1 arányban. Ezzel a Grand Slam-győzelemmel újra visszakerült a legjobb 20-ba. A US Openen az elődöntőben kikapott Henintől, de szeptember 14-én így is megint Top 10-es játékosnak vallhatta magát. Szeptemberben, Szöulban tornát nyert, októberben, Tokióban a döntőig jutott. Williams utolsó versenyén Bangkokban az elődöntőig jutott. Az év végi madridi világbajnokságtól visszalépett újra felmerülő, vérszegénységre utaló problémái miatt.

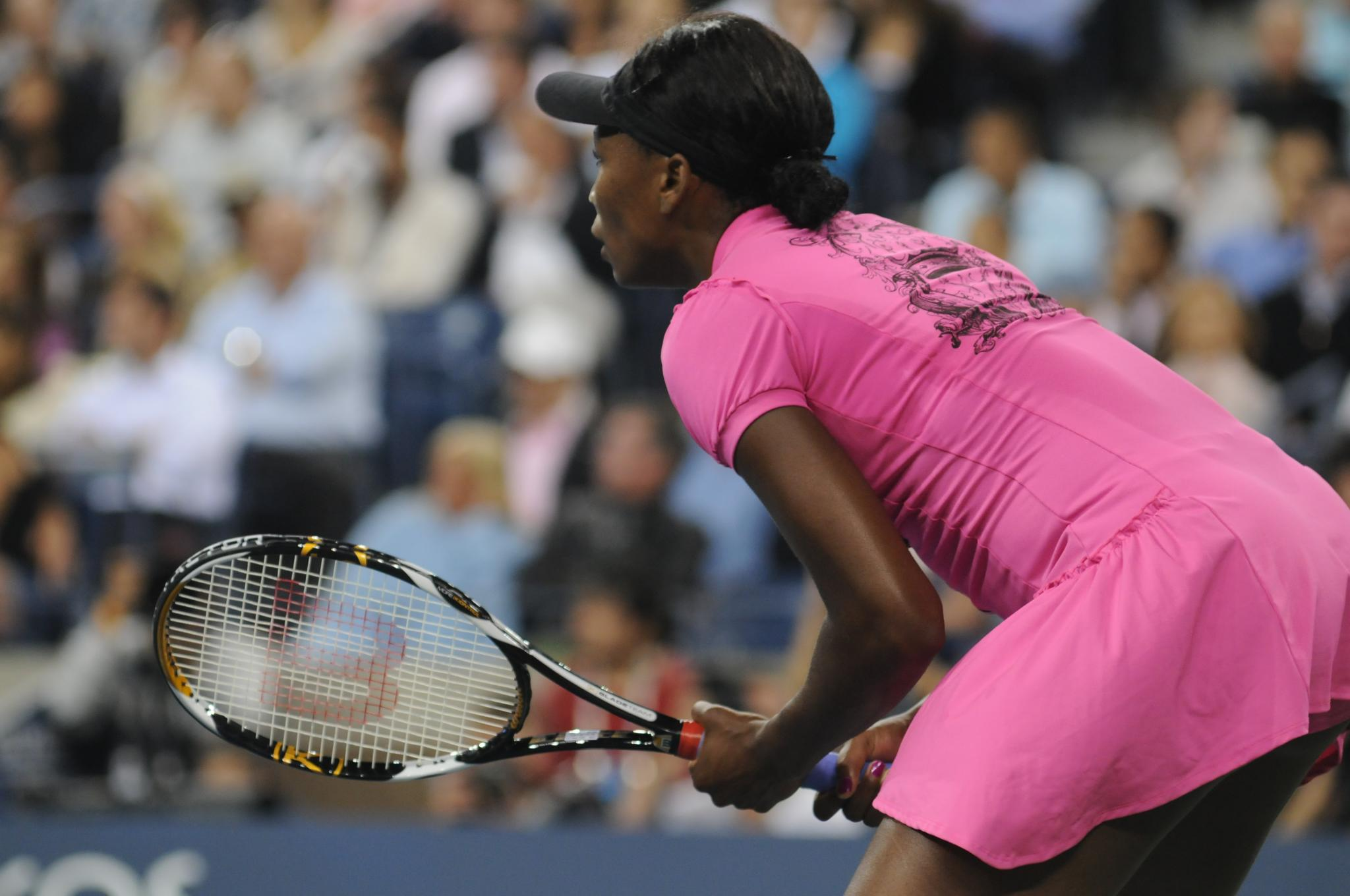
Venus fogad (2009, US Open)

Williams a 2008-as Australian Openen a negyeddöntőig jutott, ahol a szerb Ana Ivanović állította meg. A wimbledoni versenyig újabb hullámvölgybe került. Legjobb eredménye egy bengalurui elődöntő volt, ahol Serena győzte le három szettben. A Roland Garroson a harmadik fordulóban búcsúzott. Wimbledonban újra formába lendült, mivel a döntőig jutott, ahol ezúttal sikerült legyőznie húgát, Serenát, 7–5, 6–4-re. Párosban is összeálltak újra, és sikerült megnyerniük a tornát. A 2008-as sydney-i olimpián a negyeddöntőben kapott ki Li Nától. A páros versenyt sikerül megnyernie Serenával, így már kétszeres páros olimpiai bajnoknak mondhatják magukat.
A US Openen a negyeddöntő volt a végállomás, ellenfele Serena volt, aki két szoros szettben győzte le nővérét. Venus az év végén újra a régi formáját mutatta. Októberben, Zürichben sikerült nyernie és a 2008-as világbajnok is ő lett, miután a dohai döntőben legyőzte az orosz Vera Zvonarjovát. Az évet hatodikként zárta.

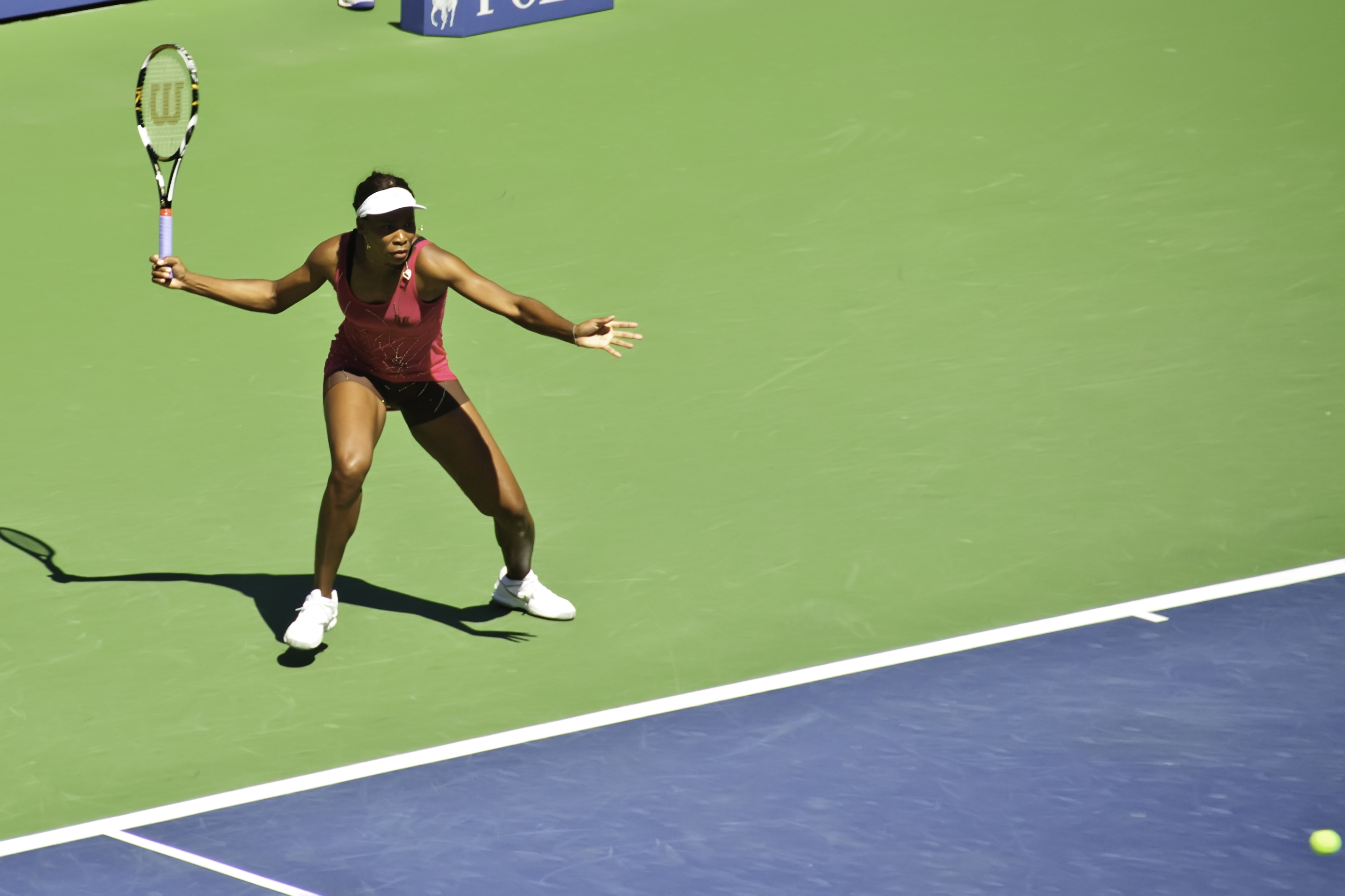
Venus tenyerese (2010, US Open)

A 2009-es év elején az Australian Openen egyéniben már a második fordulóban búcsúzott. Párosban viszont sikerült megnyerniük a 2009-es bajnokságot Serenával. Februárban, Dubajban tornát nyert, majd Acapulcóban is salakon. Győzelmi sorozata Miamiban szakadt meg, ahol az ekkor már világelső Serena állította meg az elődöntőben.
A salakszezonban jelentős sikereket nem ért el. A Roland Garroson nagyon sima vereséget szenvedett Szávay Ágnestől 6–0, 6–4 arányban. Wimbledonban címvédőként a döntőig jutott, ahol megint Serenának sikerült őt legyőznie 7–6(3), 6–2 –re. Párosban újabb sikereket értek el együtt, mivel megnyerték a tornát. Wimbledon után Stanfordban indult, ahol a döntőben Marion Bartolitól kapott ki. A US Openen egy fordulatos meccsen kikapott Kim Clijsterstől 6–0, 0–6, 6–4 arányban. Párosban Serenával a címvédő duót múlták felül a döntőben, ezzel megszerezték tizedik páros Grand Slam-győzelmüket is. Az ázsiai versenyeken, Tokióban és Pekingben, csak egy mérkőzést nyert meg. A 2009-es dohai világbajnokságon a döntőben kapott ki Serenától két szettben. A 2009-es évet egyéniben hatodikként zárta, párosban harmadikként Serenával, annak ellenére, hogy csak hat tornán indultak 2009-ben.

### 2010: Újra második a világranglistán

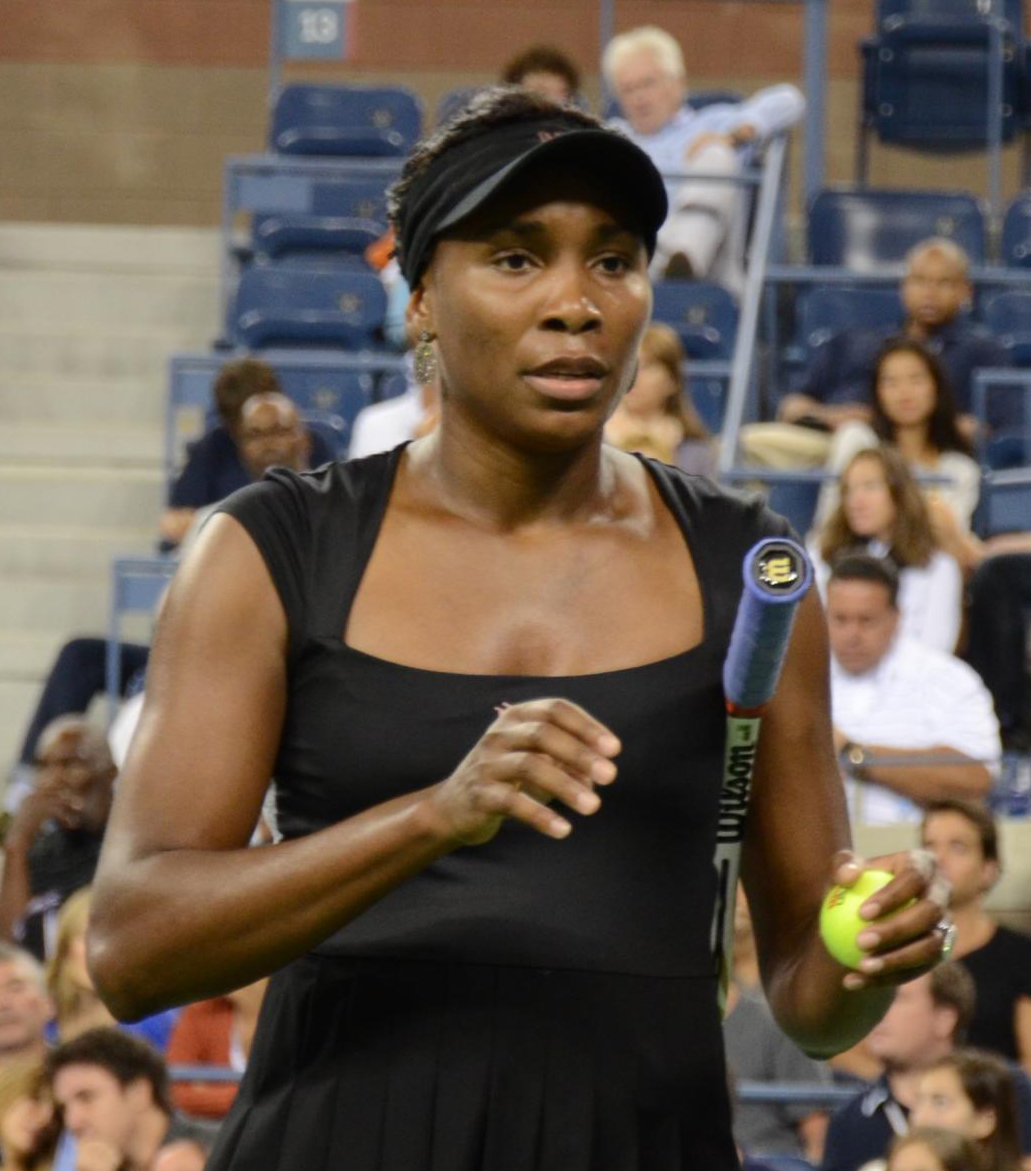
Venus (2011, US Open)

A 2010-es Australian Openen a negyeddöntőben búcsúzott, viszont párosban megnyerték a tornát Serenával, így zsinórban másodszor győztek ezen a tornán. Februárban, Dubajban sikerült megvédenie a címét, a döntőben Viktorija Azarankát győzte le. Ugyanúgy, mint 2009-ben, a dubaji torna után megnyerte az acapulcóit is. Ez volt a negyvenharmadik egyéni tornagyőzelme pályafutása során. Következő versenyén döntőbe került, viszont sima két szettben vereséget szenved Clijsterstől. Májusban, Madridban a döntőbe jutott salakon, ahol meglepetésre a francia Aravane Rezaï 6–2, 7–5-re felülkerekedett Venuson. Május 17-én Venus újra a világranglista második helyén állt, megelőzve Serena által. A Roland Garroson a negyedik körben búcsúzott, viszont párosban 11 év után újra sikerül megnyerniük a versenyt, ezzel karrierjük során először (2010. június 7-én) a világranglista élére álltak párosban. Wimbledonban a negyeddöntő jelentette számára a végállomást. A US Openen az elődöntőben nagy csatában búcsúzott, ellenfele a belga Kim Clijsters volt. Venus számára ez volt a 2010-es év utolsó versenye, térdsérülése miatt visszalépett az elkövetkező összes versenytől a 2010-es évben. Az évet ötödikként zárta egyéniben.

### 2011: Sérülések és betegségek
Williams a 2011-es évet egy meghívásos tornán kezdte Hongkongban. Az Australian Openen a negyedik kiemelt volt, s a harmadik körben csípősérülés miatt feladta mérkőzését a 30. kiemelt Andrea Petković ellen. Ez volt az első alkalom 1994-es profivá válása óta, 250 meccs lejátszása után, hogy feladott volna egy Grand Slam-mérkőzést. 2004 augusztusa óta, 294 WTA-mérkőzés lejátszása után pedig ekkor adott fel először egyáltalán mérkőzést is. Sérülésének következtében egészen júniusig nem játszott. Visszatérésére a wimbledoni torna előtti felkészülési versenyen került sor, Eastbourne-ben, ahol a negyeddöntőben búcsúzott. Wimbledonban a negyedik körben esett ki.
Vírusos fertőzés miatt a US Openig ismét nem lépett pályára. A US Openen pedig a második forduló előtt visszalépett a Sabine Lisicki elleni mérkőzéstől. A visszalépésének oka a több szervrendszert érintő, az immunrendszer hibás működése miatt kialakuló autoimmun betegség, az ún. Sjögren-szindróma volt. Williams így nem indult több tornán 2011-ben, az évet a legjobb 100-on kívül, a 103. helyen fejezte be. Utoljára 1996-ban zárta az évet a legjobb 100-on kívül.

### 2012: Visszatérése
Venus Sjögren-szindromája miatt visszalépett az aucklandi tornától, az Australian Opentől és a Kuala Lumpur-i tornától is. A Fed-kupába hosszú idő után visszatért, ahol csak egy páros mérkőzést játszott Liezel Huber oldalán a fehéroroszok ellen. A mérkőzést 6–1, 6–2 arányban sikerült megnyerniük.
Venus hosszú kihagyás után Miamiban tért vissza. Első mérkőzését 2 szettben megnyerte a japán Date Kimiko ellen. A második fordulóban nagy csatában legyőzte a világranglista harmadik Petra Kvitovát 6–4, 4–6, 6–0 arányban Harmadik mérkőzésén óriási csatában legyőzte a kanadai Aleksandra Wozniakot egy majdnem három órás mérkőzésen, ahol két meccslabdája is volt ellenfelének, de Williamsnek sikerült megnyernie a mérkőzést 4–6, 6–4, 7–6(5) arányban. A negyedik fordulóban a 15. kiemelt szerb Ana Ivanovićot győzte le szintén három játszmában, ahol a végeredmény 6–7(4), 6–2, 6–2 lett. A negyeddöntőben azonban nem tudta folytatni menetelését és a későbbi győztes Agnieszka Radwańskától kikapott. Négy győzelmével a 87. helyre jött fel a ranglistán.
Wlliams következő versenye a charlestoni zöld salakos premier torna volt, ahol a második fordulóban legyőzte a szerb Jelena Jankovićot. Az elődöntőben azonban kikapott Samantha Stosurtól, így nem jött össze a Williams testvérek egymás elleni elődöntője.

## Grand Slam-döntői

### Egyéni

#### Győzelmei (7)
| Év   | Helyszín  | Ellenfél a döntőben | Eredmény a döntőben |
| 2000 | Wimbledon | Lindsay Davenport   | 6–3, 7–6(3)         |
| 2000 | US Open   | Lindsay Davenport   | 6–4, 7–5            |
| 2001 | Wimbledon | Justine Henin       | 6–1, 3–6, 6–0       |
| 2001 | US Open   | Serena Williams     | 6–2, 6–4            |
| 2005 | Wimbledon | Lindsay Davenport   | 4–6, 7–6(4), 9–7    |
| 2007 | Wimbledon | Marion Bartoli      | 6–4, 6–1            |
| 2008 | Wimbledon | Serena Williams     | 7–5, 6–4            |

#### Elveszített döntői (9)
| Év   | Helyszín        | Ellenfél a döntőben | Eredmény a döntőben |
| 1997 | US Open         | Martina Hingis      | 0–6, 4–6            |
| 2002 | Roland Garros   | Serena Williams     | 5–7, 3–6            |
| 2002 | Wimbledon       | Serena Williams     | 6–7(4), 3–6         |
| 2002 | US Open         | Serena Williams     | 4–6, 3–6            |
| 2003 | Australian Open | Serena Williams     | 6–7(4), 6–3, 4–6    |
| 2003 | Wimbledon       | Serena Williams     | 6–4, 4–6, 2–6       |
| 2009 | Wimbledon       | Serena Williams     | 6–7(3), 2–6         |
| 2017 | Australian Open | Serena Williams     | 4–6, 4–6            |
| 2017 | Wimbledon       | Garbiñe Muguruza    | 5–7, 0–6            |

### Páros

#### Győzelmei (14)
| Év   | Helyszín        | Partner         | Ellenfél a döntőben                 | Eredmény a döntőben |
| 1999 | Roland Garros   | Serena Williams | Martina Hingis Anna Kurnyikova      | 6–3, 6–7, 8–6       |
| 1999 | US Open         | Serena Williams | Chanda Rubin Sandrine Testud        | 4–6, 6–1, 6–4       |
| 2000 | Wimbledon       | Serena Williams | Julie Halard-Decugis Szugijama Ai   | 6–3, 6–2            |
| 2001 | Australian Open | Serena Williams | Lindsay Davenport Corina Morariu    | 6–2, 4–6, 6–4       |
| 2002 | Wimbledon       | Serena Williams | Virginia Ruano Pascual Paola Suárez | 6–2, 7–5            |
| 2003 | Australian Open | Serena Williams | Virginia Ruano Pascual Paola Suárez | 4–6, 6–4, 6–3       |
| 2008 | Wimbledon       | Serena Williams | Lisa Raymond Samantha Stosur        | 6–2, 6–2            |
| 2009 | Australian Open | Serena Williams | Daniela Hantuchová Szugijama Ai     | 6–3, 6–3            |
| 2009 | Wimbledon       | Serena Williams | Rennae Stubbs Samantha Stosur       | 7–6 (7-4), 6–4      |
| 2009 | US Open         | Serena Williams | Cara Black Liezel Huber             | 6–2, 6–2            |
| 2010 | Australian Open | Serena Williams | Cara Black Liezel Huber             | 6–4, 6–3            |
| 2010 | Roland Garros   | Serena Williams | Květa Peschke Katarina Srebotnik    | 6–2, 6–3            |
| 2012 | Wimbledon       | Serena Williams | Andrea Hlaváčková Lucie Hradecká    | 7–5, 6–4            |
| 2016 | Wimbledon       | Serena Williams | Babos Tímea Jaroszlava Svedova      | 6–3, 6–4            |

### Vegyes páros

#### Győzelmei (2)
| Év   | Helyszín        | Partner          | Ellenfél a döntőben       | Eredmény a döntőben |
| 1998 | Australian Open | Justin Gimelstob | Cyril Suk Helena Suková   | 6–2, 6–1            |
| 1998 | Roland Garros   | Justin Gimelstob | Luis Lobo Serena Williams | 6–4, 6–4            |

#### Elveszített döntői (1)
| Év   | Helyszín  | Partner   | Ellenfél a döntőben      | Eredmény a döntőben |
| 2006 | Wimbledon | Bob Bryan | Andi Rám Vera Zvonarjova | 6–3, 6–2            |

## Év végi bajnokságok

### Egyéni: 4 (2–2)
| Eredmény | Év   | Torna                               | Borítás    | Ellenfél           | Eredmény         |
| -------- | ---- | ----------------------------------- | ---------- | ------------------ | ---------------- |
| Győztes  | 2008 | WTA Tour Championships, Doha, Katar | Kemény     | Vera Zvonarjova    | 6–7(5), 6–0, 6–2 |
| Döntős   | 2009 | WTA Tour Championships, Doha, Katar | Kemény     | Serena Williams    | 2–6, 6–7(4)      |
| Győztes  | 2015 | WTA Elite Trophy, Csuhaj, Kína      | Kemény (f) | Karolína Plíšková  | 7–5, 7–6(6)      |
| Döntős   | 2017 | WTA Finals, Szingapúr               | Kemény (f) | Caroline Wozniacki | 4–6, 4–6         |

## WTA-győzelmei

### Egyéni (49)
| Összesítés                 |                        |
| Grand Slam-torna (7)       |                        |
| Tier I (6)                 | Premier Mandatory* (2) |
| Tier II (17)               | Premier Five* (2)      |
| Tier III (5)               | Premier* (0)           |
| Tier IV (1)                | International* (4)     |
| Tier V (0)                 | International* (4)     |
| WTA Tour Championships (1) |                        |
| WTA Elite Trophy (1)       |                        |
| Grand Slam Cup (1)         |                        |
| Olimpia (1)                |                        |

* 2009-től megváltozott a tornák rendszere.
 Az egymás mellett azonos színnel jelölt tornatípusok között nincs teljes mértékű megfelelés.
| Borítás szerint |
| Kemény (32)     |
| Salak (9)       |
| Fű (5)          |
| Szőnyeg (3)     |

| No. | Dátum                | Torna                                            | Borítás     | Ellenfél a döntőben  | Eredmény a döntőben | Eredmény a döntőben |
| 1.  | 1998. március 1.     | IGA Tennis Classic, Oklahoma City                | Kemény (f)  | Joannette Kruger     | 6–3, 6–2            |                     |
| 2.  | 1998. március 28.    | The Lipton Championships, Miami                  | Kemény      | Anna Kurnyikova      | 2–6, 6–4, 6–1       |                     |
| 3.  | 1998. október 4.     | Grand Slam Cup, München                          | Kemény (f)  | Patty Schnyder       | 6–2, 3–6, 6–2       |                     |
| 4.  | 1999. február 22.    | IGA SUPERTHRIFT Tennis Classic, Oklahoma City    | Kemény (f)  | Amanda Coetzer       | 6–4, 6–0            |                     |
| 5.  | 1999. március 28.    | Lipton Championships, Miami                      | Kemény      | Serena Williams      | 6–1, 4–6, 6–4       |                     |
| 6.  | 1999. május 2.       | Betty Barclay Cup, Hamburg                       | Salak       | Mary Pierce          | 6–0, 6–3            |                     |
| 7.  | 1999. május 9.       | Italian Open, Róma                               | Salak       | Mary Pierce          | 6–4, 6–2            |                     |
| 8.  | 1999. augusztus 28.  | Pilot Pen, New Haven                             | Kemény      | Lindsay Davenport    | 6–2, 7–5            |                     |
| 9.  | 1999. október 17.    | Swisscom Challenge, Zürich                       | Kemény      | Martina Hingis       | 6–3 6–4             |                     |
| 10. | 2000. július 7.      | Wimbledon, London                                | Fű          | Lindsay Davenport    | 6–3, 7–6(3)         | (részletek)         |
| 11. | 2000. július 30.     | Bank of the West Classic, Stanford               | Kemény      | Lindsay Davenport    | 6–1, 6–4            |                     |
| 12. | 2000. augusztus 6.   | Acura Classic, San Diego                         | Kemény      | Szeles Mónika        | 6–0, 6–7(3), 6–3    |                     |
| 13. | 2000. augusztus 27.  | Pilot Pen Tennis, New Haven                      | Kemény      | Szeles Mónika        | 6–2, 6–4            |                     |
| 14. | 2000. szeptember 9.  | US Open, New York                                | Kemény      | Lindsay Davenport    | 6–4, 7–5            | (részletek)         |
| 15. | 2000. szeptember 27. | Olimpiai játékok, Sydney                         | Kemény      | Jelena Gyementyjeva  | 6–2, 6–4            | (részletek)         |
| 16. | 2001. április 1.     | Ericsson Open, Miami                             | Kemény      | Jennifer Capriati    | 4–6, 6–1, 7–6(4)    |                     |
| 17. | 2001. május 6.       | Betty Barclay Cup, Hamburg                       | Salak       | Meghann Shaughnessy  | 6–3, 6–0            |                     |
| 18. | 2001. július 6.      | Wimbledon, London                                | Fű          | Justine Henin        | 6–1, 3–6, 6–0       | (részletek)         |
| 19. | 2001. augusztus 5.   | Acura Classic, San Diego                         | Kemény      | Szeles Mónika        | 6–2, 6–3            |                     |
| 20. | 2001. augusztus 25.  | Pilot Pen Tennis, New Haven                      | Kemény      | Lindsay Davenport    | 7–6(6), 6–4         |                     |
| 21. | 2001. szeptember 8.  | US Open, New York                                | Kemény      | Serena Williams      | 6–2, 6–4            | (részletek)         |
| 22. | 2002. január 5.      | Thalgo Australian Women’s Hardcourts, Gold Coast | Kemény      | Justine Henin        | 7–5, 6–2            |                     |
| 23. | 2002. február 10.    | Open Gaz de France, Párizs                       | Szőnyeg (f) | Jelena Dokić         | visszalépett        |                     |
| 24. | 2002. február 11.    | Proximus Diamond Games, Antwerpen                | Szőnyeg (f) | Justine Henin        | 6–3, 5–7, 6–3       |                     |
| 25. | 2002. április 14.    | Bausch & Lomb Championships, Amelia Island       | Zöld salak  | Justine Henin        | 2–6, 7–5, 7–6(5)    |                     |
| 26. | 2002. július 28.     | Bank of the West Classic, Stanford               | Kemény      | Kim Clijsters        | 6–3, 6–3            |                     |
| 27. | 2002. augusztus 4.   | Acura Classic, San Diego                         | Kemény      | Jelena Dokić         | 6–2, 6–2            |                     |
| 28. | 2002. augusztus 24.  | Pilot Pen Tennis, New Haven                      | Kemény      | Lindsay Davenport    | 7–5, 6–0            |                     |
| 29. | 2003, február 16.    | Proximus Diamond Games, Antwerpen                | Szőnyeg (f) | Kim Clijsters        | 6–2, 6–4            |                     |
| 30. | 2004. április 18.    | Family Circle Cup, Charleston                    | Salak       | Conchita Martínez    | 2–6, 6–2, 6–1       |                     |
| 31. | 2004. május 2.       | J&S Cup, Varsó                                   | Salak       | Szvetlana Kuznyecova | 6–1, 6–4            |                     |
| 32. | 2005. május 21.      | Istanbul Cup, Isztambul                          | Salak       | Nicole Vaidišová     | 6–3, 6–2            |                     |
| 33. | 2005. július 2.      | Wimbledon, London                                | Fű          | Lindsay Davenport    | 4–6, 7–6(4), 9–7    | (részletek)         |
| 34. | 2007. február 24.    | The Cellular South Cup, Memphis                  | Kemény      | Sahar Peér           | 6–1, 6–1            |                     |
| 35. | 2007. július 7.      | Wimbledon, London                                | Fű          | Marion Bartoli       | 6–4, 6–1            | (részletek)         |
| 36. | 2007. szeptember 30. | Hansol Korea Open, Szöul                         | Kemény      | Marija Kirilenko     | 6–3, 1–6, 6–4       |                     |
| 37. | 2008. július 5.      | Wimbledon, London                                | Fű          | Serena Williams      | 7–5, 6–4            | (részletek)         |
| 38. | 2008. október 19.    | Zürich Open, Zürich                              | Kemény      | Flavia Pennetta      | 7–6(1), 6–2         |                     |
| 39. | 2008. november 9.    | WTA Tour Championships, Doha                     | Kemény      | Vera Zvonarjova      | 6–7(5), 6–0, 6–2    |                     |
| 40. | 2009. február 21.    | Barclays Dubai Tennis Championships, Dubaj       | Kemény      | Virginie Razzano     | 6–4, 6–2            |                     |
| 41. | 2009. február 28.    | Abierto Mexicano Telcel, Acapulco                | Salak       | Flavia Pennetta      | 6–1, 6–2            |                     |
| 42. | 2010. február 20.    | Barclays Dubai Tennis Championships, Dubaj       | Kemény      | Viktorija Azaranka   | 6–3, 7–5            |                     |
| 43. | 2010. február 27.    | Abierto Mexicano Telcel, Acapulco                | Salak       | Polona Hercog        | 2–6, 6–2, 6–3       |                     |
| 44. | 2012. október 21.    | BGL Luxembourg Open, Luxembourg                  | Kemény (f)  | Monica Niculescu     | 6–2, 6–3            | (részletek)         |
| 45. | 2014. február 22.    | Dubai Duty Free Tennis Championships, Dubaj      | Kemény      | Alizé Cornet         | 6–3, 6–0            |                     |
| 46. | 2015. január 10.     | ASB Classic, Auckland                            | Kemény      | Caroline Wozniacki   | 2–6, 6–3, 6–3       |                     |
| 47. | 2015. október 3.     | Wuhan Open, Vuhan                                | Kemény      | Garbiñe Muguruza     | 6–3, 3–0 feladta    |                     |
| 48. | 2015. november 8.    | WTA Elite Trophy, Csuhaj                         | Kemény (f)  | Karolína Plíšková    | 6–3, 3–0 feladta    | (részletek)         |
| 49. | 2016. február 14.    | Taiwan Open, Kaohsziung                          | Kemény      | Doi Miszaki          | 6–4, 6–2            |                     |

### Páros (22)
| Összesítés            |                        |
| Grand Slam-torna (13) |                        |
| Tier I (1)            | Premier Mandatory* (1) |
| Tier II (1)           | Premier Five* (0)      |
| Tier III (1)          | Premier* (1)           |
| Tier IV (0)           | International* (0)     |
| Tier V (0)            | International* (0)     |
| Olimpia (3)           |                        |

* 2009-től megváltozott a tornák rendszere.
 Az egymás mellett azonos színnel jelölt tornatípusok között nincs teljes mértékű megfelelés.
| No. | Dátum                | Torna                                   | Borítás     | Partner         | Ellenfelei a döntőben                          | Eredmény a döntőben |
| 1.  | 1998. március 1.     | IGA Tennis Classic, Oklahoma City       | Kemény (f)  | Serena Williams | Catalina Cristea Kristine Kunce                | 7–5, 6–2            |
| 2.  | 1998. október 12.    | European Championships/Swisscom, Zürich | Szőnyeg (f) | Serena Williams | Mariaan de Swardt Olena Tatarkova              | 5–7, 6–1, 6–3       |
| 3.  | 1999. február 21.    | Faber Grand Prix, Hannover              | Szőnyeg (f) | Serena Williams | Alexandra Fusai Nathalie Tauziat               | 5–7, 6–2, 6–2       |
| 4.  | 1999. június 4.      | Roland Garros, Párizs                   | Salak       | Serena Williams | Martina Hingis Anna Kurnyikova                 | 6–3, 6–7(2), 8–6    |
| 5.  | 1999. szeptember 10. | US Open, New York                       | Kemény      | Serena Williams | Chanda Rubin Sandrine Testud                   | 4–6, 6–1, 6–4       |
| 6.  | 2000. július 7.      | Wimbledon, London                       | Fű          | Serena Williams | Julie Halard-Decugis Szugijama Ai              | 6–3, 6–2            |
| 7.  | 2000. szeptember 28. | Olimpiai játékok, Sydney                | Kemény      | Serena Williams | Kristie Boogert Miriam Oremans                 | 6–1, 6–1            |
| 8.  | 2001. január 26.     | Australian Open, Melbourne              | Kemény      | Serena Williams | Lindsay Davenport Corina Morariu               | 6–2, 4–6, 6–4       |
| 9.  | 2002. július 5.      | Wimbledon, London                       | Fű          | Serena Williams | Virginia Ruano Pascual Paola Suárez            | 6–2, 7–5            |
| 10. | 2003. január 24.     | Australian Open, Melbourne              | Kemény      | Serena Williams | Virginia Ruano Pascual Paola Suárez            | 4–6, 6–4, 6–3       |
| 11. | 2008. július 4.      | Wimbledon, London                       | Fű          | Serena Williams | Lisa Raymond Samantha Stosur                   | 6–2, 6–2            |
| 12. | 2008. augusztus 17.  | Olimpiai játékok, Peking                | Kemény      | Serena Williams | Anabel Medina Garrigues Virginia Ruano Pascual | 6–2, 6–0            |
| 13. | 2009. január 30.     | Australian Open, Melbourne              | Kemény      | Serena Williams | Szugijama Ai Daniela Hantuchová                | 6–3, 6–3            |
| 14. | 2009. július 3.      | Wimbledon, London                       | Fű          | Serena Williams | Samantha Stosur Rennae Stubbs                  | 7–6(4), 6–4         |
| 15. | 2009. augusztus 2.   | Bank of the West Classic, Stanford      | Kemény      | Serena Williams | Csan Jung-zsan Monica Niculescu                | 6–4, 6–1            |
| 16. | 2009. szeptember 11. | US Open, New York                       | Kemény      | Serena Williams | Cara Black Liezel Huber                        | 6–2, 6–2            |
| 17. | 2010. január 27.     | Australian Open, Melbourne              | Kemény      | Serena Williams | Cara Black Liezel Huber                        | 6–4, 6–3            |
| 18. | 2010. május 15.      | Mutua Madrid Open Madrid                | Salak       | Serena Williams | Gisela Dulko Flavia Pennetta                   | 6-2, 7-5            |
| 19. | 2010. június 2.      | Roland Garros, Párizs                   | Salak       | Serena Williams | Květa Peschke Katarina Srebotnik               | 6–2, 6-3            |
| 20. | 2012. július 7.      | Wimbledon, London                       | Fű          | Serena Williams | Andrea Hlaváčková Lucie Hradecká               | 7–5, 6–4            |
| 21. | 2012. augusztus 5.   | Olimpiai játékok, London                | Fű          | Serena Williams | Andrea Hlaváčková Lucie Hradecká               | 6–4, 6–4            |
| 22. | 2016. július 9.      | Wimbledon, London                       | Fű          | Serena Williams | Babos Tímea Jaroszlava Svedova                 | 7–5, 6–4            |

## Eredményei Grand Slam-tornákon

### Egyéniben
| Grand Slam | Australian Open | Australian Open      | Roland Garros | Roland Garros             | Wimbledon   | Wimbledon            | US Open     | US Open           |
| Év         | Eredmény        | Utolsó ellenfél      | Eredmény      | Utolsó ellenfél           | Eredmény    | Utolsó ellenfél      | Eredmény    | Utolsó ellenfél   |
| 1997       | –               | –                    | 2.. kör       | Nathalie Tauziat          | 1. kör      | Magdalena Grzybowska | Döntő       | Martina Hingis    |
| 1998       | Negyeddöntő     | Lindsay Davenport    | Negyeddöntő   | Martina Hingis            | Negyeddöntő | Jana Novotná         | Elődöntő    | Lindsay Davenport |
| 1999       | Negyeddöntő     | Lindsay Davenport    | 4.. kör       | Barbara Schwartz          | Negyeddöntő | Steffi Graf          | Elődöntő    | Martina Hingis    |
| 2000       | –               | –                    | Negyeddöntő   | Arantxa Sánchez Vicario   | Győzelem    | Lindsay Davenport    | Győzelem    | Lindsay Davenport |
| 2001       | Elődöntő        | Martina Hingis       | 1. kör        | Barbara Schett            | Győzelem    | Justine Henin        | Győzelem    | Serena Williams   |
| 2002       | Negyeddöntő     | Szeles Mónika        | Döntő         | Serena Williams           | Döntő       | Serena Williams      | Döntő       | Serena Williams   |
| 2003       | Döntő           | Serena Williams      | 4. kör        | Vera Zvonarjova           | Döntő       | Serena Williams      | –           | –                 |
| 2004       | 3. kör          | Lisa Raymond         | Negyeddöntő   | Anasztaszija Miszkina     | 2. kör      | Karolina Šprem       | 4. kör      | Lindsay Davenport |
| 2005       | 4. kör          | Alicia Molik         | 3. kör        | Szeszil Karatancseva      | Győzelem    | Lindsay Davenport    | Negyeddöntő | Kim Clijsters     |
| 2006       | 1. kör          | Cvetana Pironkova    | Negyeddöntő   | Nicole Vaidišová          | 3. kör      | Jelena Janković      | –           | –                 |
| 2007       | –               | –                    | 3. kör        | Jelena Janković           | Győzelem    | Marion Bartoli       | Elődöntő    | Justine Henin     |
| 2008       | Negyeddöntő     | Ana Ivanović         | 3. kör        | Flavia Pennetta           | Győzelem    | Serena Williams      | Negyeddöntő | Serena Williams   |
| 2009       | 2. kör          | Carla Suárez Navarro | 3. kör        | Szávay Ágnes              | Döntő       | Serena Williams      | 4. kör      | Kim Clijsters     |
| 2010       | Negyeddöntő     | Li Na                | 4. kör        | Nagyja Petrova            | Negyeddöntő | Cvetana Pironkova    | Elődöntő    | Kim Clijsters     |
| 2011       | 3. kör          | Andrea Petković      | –             | –                         | –           | –                    | 2. kör      | Sabine Lisicki    |
| 2012       | –               | –                    | 2. kör        | Agnieszka Radwańska       | 1. kör      | Jelena Vesznyina     | 2. kör      | Angelique Kerber  |
| 2013       | 3. kör          | Marija Sarapova      | 1. kör        | Urszula Radwańska         | –           | –                    | 2. kör      | Cseng Csie        |
| 2014       | 1. kör          | Jekatyerina Makarova | 2. kör        | Anna Karolína Schmiedlová | 3. kör      | Petra Kvitová        | 3. kör      | Sara Errani       |
| 2015       | Negyeddöntő     | Madison Keys         | 1. kör        | Sloane Stephens           | 4. kör      | Serena Williams      | Negyeddöntő | Serena Williams   |
| 2016       | 1. kör          | Konta Johanna        | 4. kör        | Bacsinszky Tímea          | Elődöntő    | Angelique Kerber     | 4. kör      | Karolína Plíšková |
| 2017       | Döntő           | Serena Williams      | 4. kör        | Bacsinszky Tímea          | Döntő       | Garbiñe Muguruza     | Elődöntő    | Sloane Stephens   |
| 2018       | 1. kör          | Belinda Bencic       | 1. kör        | Vang Csiang               | 3. kör      | Kiki Bertens         | 3. kör      | Serena Williams   |
| 2019       | 3. kör          | Simona Halep         | 1. kör        | Elina Szvitolina          | 1. kör      | Cori Gauff           | 2. kör      | Elina Szvitolina  |
| 2020       | 1. kör          | Cori Gauff           | 1. kör        | AK Schmiedlová            | elmaradt    | elmaradt             | 1. kör      | Karolína Muchová  |
| 2021       | 2. kör          | Sara Errani          | 1. kör        | J Alekszandrova           | 2. kör      | Unsz Dzsábir         | –           | –                 |
| 2022       | –               | –                    | –             | –                         | –           | –                    | 1. kör      | A Van Uytvanck    |
| 2023       | –               | –                    | –             | –                         | 1. kör      | Elina Szvitolina     | 1. kör      | Greet Minnen      |

### Párosban
| Grand Slam | Australian Open             | Australian Open                   | Roland Garros            | Roland Garros                        | Wimbledon                   | Wimbledon                               | US Open                     | US Open                               |
| Év         | Eredmény Partner            | Utolsó ellenfél                   | Eredmény Partner         | Utolsó ellenfél                      | Eredmény Partner            | Utolsó ellenfél                         | Eredmény Partner            | Utolsó ellenfél                       |
| 1997       | –                           | –                                 | –                        | –                                    | –                           | –                                       | 1. kör Serena Williams      | Jill Hetherington K Rinaldi-Stunkel   |
| 1998       | 3. kör Serena Williams      | Kidzsimuta Naoko Mijagi Nana      | –                        | –                                    | 1. kör Serena Williams      | Kidzsimuta Naoko Mijagi Nana            | –                           | –                                     |
| 1999       | Elődöntő Serena Williams    | Lindsay Davenport Natasha Zvereva | Győzelem Serena Williams | Martina Hingis Anna Kurnyikova       | –                           | –                                       | Győzelem Serena Williams    | Chanda Rubin Sandrine Testud          |
| 2000       | –                           | –                                 | –                        | –                                    | Győzelem Serena Williams    | J Halard-Decugis Szugijama Ai           | Elődöntő Serena Williams    | Cara Black Jelena Lihovceva           |
| 2001       | Győzelem Serena Williams    | Lindsay Davenport Corina Morariu  | –                        | –                                    | 3. kör Serena Williams      | Martina Navratilova A Sánchez Vicario   | 3. kör Serena Williams      | Els Callens Chanda Rubin              |
| 2002       | –                           | –                                 | –                        | –                                    | Győzelem Serena Williams    | V Ruano Pascual Paola Suárez            | –                           | –                                     |
| 2003       | Győzelem Serena Williams    | V Ruano Pascual Paola Suárez      | –                        | –                                    | 3. kör Serena Williams      | Jelena Gyementyjeva Lina Krasznoruckaja | –                           | –                                     |
| 2007       | –                           | –                                 | –                        | –                                    | 2. kör Serena Williams      | A Medina Garrigues V Ruano Pascual      | –                           | –                                     |
| 2008       | Negyeddöntő Serena Williams | Jen Ce Cseng Csie                 | –                        | –                                    | Győzelem Serena Williams    | Lisa Raymond Samantha Stosur            | –                           | –                                     |
| 2009       | Győzelem Serena Williams    | Daniela Hantuchová Szugijama Ai   | 3. kör Serena Williams   | Bethanie Mattek-Sands Nagyja Petrova | Győzelem Serena Williams    | Samantha Stosur Rennae Stubbs           | Győzelem Serena Williams    | Cara Black Liezel Huber               |
| 2010       | Győzelem Serena Williams    | Cara Black Liezel Huber           | Győzelem Serena Williams | Květa Peschke Katarina Srebotnik     | Negyeddöntő Serena Williams | Jelena Vesznyina Vera Zvonarjova        | –                           | –                                     |
| 2012       | –                           | –                                 | –                        | –                                    | Győzelem Serena Williams    | Andrea Hlaváčková Lucie Hradecká        | 4. kör Serena Williams      | Marija Kirilenko Nagyja Petrova       |
| 2013       | Negyeddöntő Serena Williams | Sara Errani Roberta Vinci         | 1. kör Serena Williams   | Alla Kudrjavceva Anastasia Rodionova | –                           | –                                       | Elődöntő Serena Williams    | Andrea Hlaváčková Lucie Hradecká      |
| 2014       | –                           | –                                 | –                        | –                                    | 2. kör Serena Williams      | Kristina Barrois Stefanie Vögele        | Negyeddöntő Serena Williams | Jekatyerina Makarova Jelena Vesznyina |
| 2015       | –                           | –                                 | –                        | –                                    | –                           | –                                       | –                           | –                                     |
| 2016       | –                           | –                                 | 3. kör Serena Williams   | Kiki Bertens Johanna Larsson         | Győzelem Serena Williams    | Babos Tímea Jaroszlava Svedova          | –                           | –                                     |
| 2017       | –                           | –                                 | –                        | –                                    | –                           | –                                       | –                           | –                                     |
| 2018       | –                           | –                                 | 3. kör Serena Williams   | Andreja Klepač MJ Martínez Sánchez   | –                           | –                                       | –                           | –                                     |
| 2019       | –                           | –                                 | –                        | –                                    | –                           | –                                       | –                           | –                                     |
| 2020       | –                           | –                                 | –                        | –                                    | –                           | –                                       | –                           | –                                     |
| 2021       | –                           | –                                 | 1. kör Cori Gauff        | Ellen Perez Cseng Szaj-szaj          | –                           | –                                       | –                           | –                                     |
| 2022       | –                           | –                                 | –                        | –                                    | –                           | –                                       | 1. kör Serena Williams      | Lucie Hradecká Linda Nosková          |

## Részvételei az év végi bajnokságokon
- NK=nem szerzett kvalifikációt; CSK=csoportkör; ND=negyeddöntő; ED=elődöntő; D=döntő; GY=győztes.

| Torna            | 1994              | 1995              | 1996              | 1997              | 1998              | 1999              | 2000              | 2001              | 2002              | 2003              | 2004              | 2005              | 2006              | 2007              | 2008              | 2009 | 2010 | 2011 | 2012 | 2013 | 2014 | 2015 | 2016 | 2017 | 2018 | 2019 | Gy–V |
| ---------------- | ----------------- | ----------------- | ----------------- | ----------------- | ----------------- | ----------------- | ----------------- | ----------------- | ----------------- | ----------------- | ----------------- | ----------------- | ----------------- | ----------------- | ----------------- | ---- | ---- | ---- | ---- | ---- | ---- | ---- | ---- | ---- | ---- | ---- | ---- |
| WTA Finals       | NK                | NK                | NK                | NK                | A                 | ED                | A                 | A                 | ED                | A                 | NK                | NK                | NK                | A                 | Gy                | D    | A    | NK   | NK   | NK   | NK   | NK   | NK   | D    | NK   | NK   | 11–5 |
| WTA Elite Trophy | nem rendezték meg | nem rendezték meg | nem rendezték meg | nem rendezték meg | nem rendezték meg | nem rendezték meg | nem rendezték meg | nem rendezték meg | nem rendezték meg | nem rendezték meg | nem rendezték meg | nem rendezték meg | nem rendezték meg | nem rendezték meg | nem rendezték meg | NK   | NK   | NK   | A    | NK   | NK   | GY   | A    | NK   | NK   | NK   | 4–0  |

## Év végi világranglista-helyezései
| Év     | 1995 | 1996 | 1997 | 1998 | 1999 | 2000 | 2001 | 2002 | 2003 | 2004 | 2005 | 2006 | 2007 | 2008 | 2009 | 2010 | 2011 | 2012 | 2013 | 2014 | 2015 | 2016 | 2017 | 2018 | 2019 | 2020 | 2021  | 2022  |
| Egyéni | 204. | 204. | 22.  | 5.   | 3.   | 3.   | 3.   | 2.   | 11.  | 9.   | 10.  | 48.  | 8.   | 6.   | 6.   | 5.   | 102. | 24.  | 49.  | 18.  | 7.   | 17.  | 5.   | 40.  | 53.  | 78.  | 313.  | 1010. |
| Páros  | –    | –    | 121. | 36.  | 10.  | 54.  | 54.  | –    | –    | –    | –    | –    | –    | 23.  | 3.   | 11.  | –    | 31.  | 63.  | 133. | –    | 31.  | –    | 201. | –    | –    | 1384. | 1327. |

## Pénzdíjai
| Év       | GS-győzelem | WTA-győzelem | Megnyert tornák | Pénzdíjazás (US $) |      |
| -------- | ----------- | ------------ | --------------- | ------------------ | ---- |
| 1994–96  | 0           | 0            | 0               | 31 785             | n/a  |
| 1997     | 0           | 0            | 0               | 466 863            | 14   |
| 1998     | 0           | 3            | 3               | 1 767 924          | 4    |
| 1999     | 0           | 6            | 6               | 2 316 005          | 4    |
| 2000     | 2           | 4            | 6               | 2 074 150          | 3    |
| 2001     | 2           | 4            | 6               | 2 662 610          | 1    |
| 2002     | 0           | 7            | 7               | 2 583 571          | 2    |
| 2003     | 0           | 1            | 1               | 1 126 555          | 8    |
| 2004     | 0           | 2            | 2               | 1 474 128          | 9    |
| 2005     | 1           | 1            | 2               | 1 509 065          | 8    |
| 2006     | 0           | 0            | 0               | 282 938            | 45   |
| 2007     | 1           | 2            | 3               | 1 878 187          | 5    |
| 2008     | 1           | 2            | 3               | 3 747 565          | 2    |
| 2009     | 0           | 2            | 2               | 3 126 894          | 4    |
| 2010     | 0           | 2            | 2               | 2 614 782          | 5    |
| 2011     | 0           | 0            | 0               | 208 659            | 98   |
| 2012     | 0           | 1            | 1               | 607 316            | 27   |
| 2013     | 0           | 0            | 0               | 330 313            | 69   |
| 2014     | 0           | 1            | 1               | 1 161 541          | 21   |
| 2015     | 0           | 3            | 3               | 2 404 419          | 9    |
| 2016     | 0           | 1            | 1               | 1 823 733          | 16   |
| 2017     | 0           | 0            | 0               | 5 468 741          | 1    |
| 2018     | 0           | 0            | 0               | 1 030 559          | 37.  |
| 2019     | 0           | 0            | 0               | 805 490            | 50.  |
| 2020     | 0           | 0            | 0               | 221 746            | 113. |
| 2021     | 0           | 0            | 0               | 322 257            | 118. |
| 2022     | 0           | 0            | 0               | 122 563            | 240. |
| Karrier* | 7           | 42           | 49              | 42 413 504         | 2.   |

*2023. július 3-ai állapot.